# Horace Traubel
Horace Traubel (Camden, 19 dicembre 1858 – Bon Echo, 9 settembre 1919) è stato uno scrittore, critico letterario e editore statunitense.

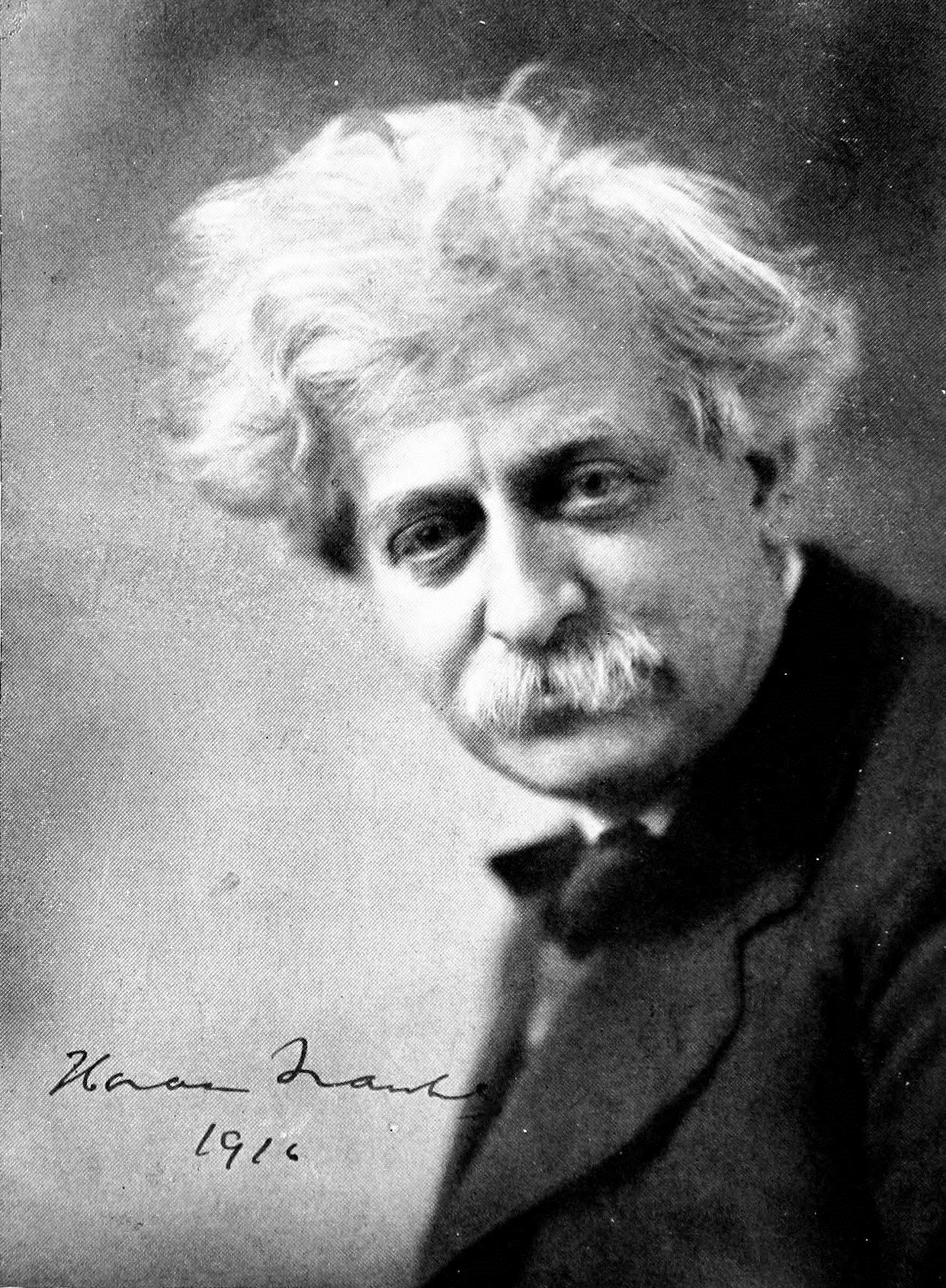
Horace Traubel

Fondatore della rivista letteraria The Conservator e vicino al movimento Arts and Crafts, nonostante una produzione letteraria tenuta abbastanza in considerazione dai critici dell'epoca è noto principalmente come biografo di Walt Whitman.. A lui si fa risalire la prima menzione della frase "bad news is good news" (in italiano "Le cattive notizie sono buone notizie").

## Biografia
Traubel iniziò a scrivere alla fine degli anni Ottanta del XIX secolo, specializzandosi nella critica letteraria e nella poesia. Nel 1890 fondò un mensile letterario, The Conservator, al quale si dedicò fino alla morte, avvenuta trent'anni dopo. Sebbene la rivista non abbia mai ottenuto grandi successi di pubblico, era tenuta in buona considerazione per la sua qualità e il suo spirito dagli appassionati di letteratura dell'epoca.
Dal 1903 al 1907, il nome di Traubel fu associato a un'altra rivista letteraria, The Artsman, alla quale lavorò con Will Price e Hawley McLanahan. La rivista era collegata alla Rose Valley Association, che a sua volta faceva parte del movimento Arts and Crafts.
Socialista convinto, fu fra i fondatori del settimanale The Worker, pubblicato a New York, dal quale successivamente nacque il quotidiano socialista New York Call. Per il quotidiano Traubel scrisse numerosi editoriali non firmati e pubblicò numerosi fondi, occupandosi spesso di argomenti spirituali. Molti di questi ultimi articoli furono raccolti in un libro intitolato Chants Communal. Traubel aveva stretti rapporti con esponenti politici radicali, fra i quali il leader del Partito socialista Eugene V. Debs, l'anarchica Emma Goldman e l'autrice di racconti californiana Upton Sinclair.
Amico intimo di Walt Whitman, Traubel fu centrale nella commemorazione del poeta statunitense. Negli ultimi anni della sua vita pubblicò tre libri sulla vita e sulla filosofia di Whitman. Altri sei volumi di Walt Whitman in Camden furono pubblicati postumi, portando l'opera complessiva di Traubel su Whitman a un totale di nove volumi.